# 6-hidroksipseudooksinikotin dehidrogenaza
6-hidroksipseudooksinikotin dehidrogenaza (EC 1.5.99.14, 6-hidroksipseudooksinikotinska dehidrogenaza) je enzim sa sistematskim imenom 1-(6-hidroksipiridin-3-il)-4-(metilamino)butan-1-on:akceptor 6-oksidoreduktaza (hidroksilacija). Ovaj enzim katalizuje sledeću hemijsku reakciju:
1-(6-hidroksipiridin-3-il)-4-(metilamino)butan-1-on + akceptor + H2O {\displaystyle \rightleftharpoons } 1-(2,6-dihidroksipiridin-3-il)-4-(metilamino)butan-1-on + redukovani akceptor
Ovaj enzim sadrži citidilil molibdenijum kofaktor.

## Literatura
- Nicholas C. Price; Lewis Stevens (1999). Fundamentals of Enzymology: The Cell and Molecular Biology of Catalytic Proteins (Third изд.). USA: Oxford University Press. ISBN 019850229X.
- Eric J. Toone (2006). Advances in Enzymology and Related Areas of Molecular Biology, Protein Evolution (Volume 75 изд.). Wiley-Interscience. ISBN 0471205036.
- Branden C; Tooze J. Introduction to Protein Structure. New York, NY: Garland Publishing. ISBN 0-8153-2305-0.
- Irwin H. Segel. Enzyme Kinetics: Behavior and Analysis of Rapid Equilibrium and Steady-State Enzyme Systems (Book 44 изд.). Wiley Classics Library. ISBN 0471303097.

## Spoljašnje veze
- 6-hydroxypseudooxynicotine+dehydrogenase на 